# 恩波里亞 (維吉尼亞州)
恩波里亞（英語：Emporia）是美國維吉尼亞州南部的一個獨立城市、格林斯維爾縣縣治。面積18.1平方公里。根據美國2000年人口普查，共有人口5,665人。
恩波里亞成立於1967年7月31日。城名是拉丁語「貿易場所」的意思。